# Institut national des sciences appliquées de Toulouse
Az Institut national des sciences appliquées de Toulouse (INSA Toulouse) 1963-ban alapított állami műszaki egyetem a franciaországi Toulouse-ban.
Az iskola mérnököket képez anyag, struktúra, biotechnológia, energia, modellezés, nanotechnológia területén.

## Híres diplomások
- Bitay Enikő, mérnök-informatikus, egyetemi oktató, az MTA külső tagja, az EME főtitkára